# Najądrze

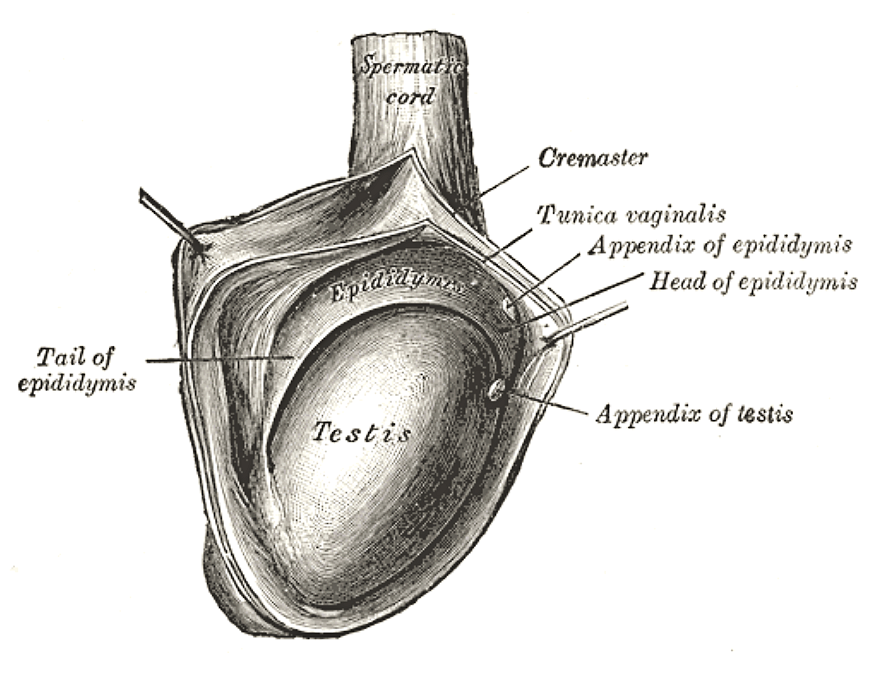
Moszna, jądro i najądrze

Najądrze (łac. epididymis) – narząd płciowy męski wewnętrzny. Znajduje się w mosznie i przylega do jądra od góry, tyłu oraz boku. Składa się z kanalików, których zadaniem jest odprowadzanie z jądra i magazynowanie nasienia. Najądrze składa się z głowy, trzonu i ogona. Głowę stanowią płaciki (albo stożki najądrza) i przewodziki odprowadzające, natomiast trzon i ogon (uważany za główny magazyn nasienia) zbudowane są z poskręcanego przewodu najądrza, który opuszczając ogon, przechodzi w nasieniowód.
Oprócz magazynowania plemników najądrze również produkuje wydzielinę o kwaśnym odczynie, która powoduje ich dojrzewanie i unieruchomienie.
Narząd ten zaopatrywany jest w krew przez tętnicę jądrową.

## Kanaliki wyprowadzające
Głowę najądrza tworzy od 10 do 15 kanalików wyprowadzających. Każdy z nich jest ciasno i wielokrotnie zespiralizowany, tworząc stożek. Wyścielony jest nabłonkiem walcowatym, składającym się z naprzemiennie ułożonych grup komórek niższych i wyższych, co daje światłu kanalika charakterystyczny, gwiazdkowaty wygląd. 
Występują tutaj trzy typy komórek: 
- wyższe komórki z migawkami
- niższe komórki z mikrokosmkami
- bardzo niskie, niezróżnicowane komórki podstawne.

Komórki z migawkami i z mikrokosmkami mają dobrze rozwiniętą siateczkę śródplazmatyczną szorstką i aparat Golgiego, a w rejonach przyszczytowych ziarnistości wydzielnicze, pęcherzyki pinocytarne i lizosomy. Nabłonek kanalików wyprowadzających wspomaga przesuwanie plemników w kierunku dalszych odcinków dróg wyprowadzających poprzez działanie migawek oraz resorpcję płynu wydzielonego w kanalikach nasiennych, a także wydziela substancje indukujące ostateczne dojrzewanie plemników.
Na zewnątrz od błony podstawnej pojawiają się miofibroblasty, które stopniowo przekształcają się w komórki mięśniowe gładkie. Błona mięśniowa jest, począwszy od tego odcinka, stałym elementem składowym dróg wyprowadzających nasienie, a jej zsynchronizowane skurcze, wywołujące falę perystaltyczną, stanowią główny mechanizm przesuwania plemników.

## Przewód najądrza
Pojedynczy przewód najądrza o długości około 5 m jest tak silnie zespiralizowany, że buduje masę trzonu i ogona najądrza. Wyściółkę stanowi nabłonek wieloszeregowy, w skład którego wchodzą dwa typy komórek: główne i podstawne. 
Komórki główne, wąskie i wysokie, posiadają pod jądrem umiarkowanie rozwiniętą szorstką siateczkę śródplazmatyczną, a nad jądrem dobrze rozwinięty aparat Golgiego, ziarna wydzielnicze i liczne lizosomy. W kolejnych odcinkach przewodu najądrza wysokość tych komórek stopniowo się zmniejsza. Komórki główne resorbują wodę z płynu nasiennego, a także produkują fosfolipidy i białka stwarzające dogodne środowisko dla dłuższego przechowywania plemników. Cechą charakterystyczną komórek głównych są występujące na wolnej powierzchni stereocylia. Niskie komórki podstawne mają kształt piramidy i stanowią pulę rezerwową dla nabłonka.
Kolejne warstwy ściany przewodu najądrza stanowią:
- błona podstawna
- cienka łącznotkankowa blaszka właściwa
- błona mięśniowa o okrężnym układzie komórek, która gwałtownie grubieje w miejscu przejścia kanału najądrza w nasieniowód.

Przestrzenie między zwojami przewodu najądrza wypełnione są niewielką ilością śródmiąższowej tkanki łącznej zawierającej liczne naczynia.